# Peurasaari (ö i Finland, Södra Savolax, S:t Michel, lat 61,26, long 27,17)
Peurasaari är en halvö i Finland. Den ligger i sjön Korpijärvi och i kommunen Mäntyharju i den ekonomiska regionen  S:t Michel och landskapet Södra Savolax, i den södra delen av landet, 170 km nordost om huvudstaden Helsingfors.